# Ulla Rinman
För livräddningskryssaren Ulla Rinman, se Ulla Rinman (fartyg)
Ulla Elisabeth Rinman, född Kylberg 18 februari 1876 i Fridene, död 15 november 1960 i Göteborg, var grundare av Sällskapet Livbojen i Göteborg.
Ulla Rinman var ett av sju barn till kontorschef Gustaf Kylberg (1837–1917) och friherrinnan Eleonora von Essen (1852–1926). Hon var syster till Henrik, Carl och Erik Kylberg. Hennes farfar Lars Wilhelm Kylberg var konstnär vid sidan av lantbruket på familjegodset Såtenäs herrgård i Tuns socken i Västergötland, från 1938 inköpt av staten för att anlägga flygflottiljen F 7.  
Hon grundade 1911 stödföreningen Sällskapet Livbojen i Göteborg, vars syfte var, och fortfarande är, att samla in pengar till det 1907 bildade Svenska Sällskapet för Räddning af Skeppsbrutne.
Ulla Rinman var från 1904  gift med sjökaptenen och sjöfartsredaktören på Göteborgs Handels- och Sjöfartstidning Thorsten Rinman d ä (1877–1943). Hon var mor till journalisten och författaren Ture Fredrik Rinman (1906–1987) och farmor till journalisten och sjökaptenen Thorsten Rinman d y (1934–2017).
År 1970 överlämnade Sällskapet Livbojen i Göteborg den isbrytande livräddningskryssaren Ulla Rinman till Räddningsstation Rörö för att hedra hennes minne. Livräddningskryssaren ersatte där Wilhelm R. Lundgren III.
Ulla Rinman är begravd på Östra kyrkogården i Göteborg.